# Драгоешти-Снагов (Јаломица)
Драгоешти-Снагов (рум. Drăgoeşti-Snagov) насеље је у Румунији у округу Јаломица. Oпштина се налази на надморској висини од 66 m.

## Становништво
Према подацима из 2011. године у насељу је живело 1141 становника.